# Alisher Odilov
Alisher Odilov (15 luglio 2001) è un calciatore uzbeko, attaccante del Navbahor Namangan.